# Ron Foubister
Ronald Gordon (Ron) Foubister (4 de janeiro de 1912 — 22 de maio de 1954) foi um ciclista neozelandês que competia no ciclismo de estrada. Representou seu país, Nova Zelândia, nos Jogos Olímpicos de Verão de 1932, terminando na vigésima terceira posição.